# Pterichis bangii
Pterichis bangii är en orkidéart som beskrevs av Robert Allen Rolfe. Pterichis bangii ingår i släktet Pterichis och familjen orkidéer.
Artens utbredningsområde är Bolivia. Inga underarter finns listade i Catalogue of Life.